# کورتیس-رایت وی‌زی-۷
کورتیس-رایت وی‌زی-۷ (به انگلیسی: Curtiss-Wright VZ-7) یک هواگرد عمودپرواز ترابری آزمایشی از نوع کوادکوپتر (چهار روتور) بود. این محصول آزمایشی قرار بود یک جیپ پرنده باشد و با کرایسلر وی‌زی-۶ و پیاسکی وی‌زی-۸ جیپ هوایی رقابت کند. در نهایت هر سه پیش‌نمونه از سوی ارتش آمریکا مردود اعلام شدند و ایدهٔ جیپ پرنده بصورت بالگردهای متعارف ادامه پیدا کرد.

## مشخصات
داده‌ها از Flying Jeeps
ویژگی‌های عمومی
- خدمه: ۱
- طول: ۱۷ فوت ۰ اینچ (۵٫۱۸ متر)
- عرض: ۱۶ فوت ۰ اینچ (۴٫۸۸ متر)
- ارتفاع: ۹ فوت ۴ اینچ (۲٫۸۴ متر)
- وزن خالی: ۱٬۷۰۰ پوند (۷۷۱ کیلوگرم)
- وزن ناخالص: ۲٬۱۰۰ پوند (۹۵۳ کیلوگرم)
- پیشرانه: ۱ عدد turboshaft engine Turbomeca Artouste IIB, ۴۲۵ اسب بخار کوتاه (۳۱۷ کیلووات)

عملکرد
- حداکثر سرعت: ۳۲ مایل بر ساعت (۵۱ کیلومتر بر ساعت، ۲۸ گره)
- سرعت کروز: ۲۵ مایل بر ساعت (۴۰ کیلومتر بر ساعت، ۲۲ گره)
- حداکثر ارتفاع: ۲۰۰ فوت (۶۱ متر)